# Баґениці-Нові
Баґениці-Нові (пол. Bagienice Nowe) — село в Польщі, у гміні Кучборк-Осада Журомінського повіту Мазовецького воєводства.
Населення — 59 осіб (2011).
У 1975-1998 роках село належало до Цехановського воєводства.

## Демографія
Демографічна структура станом на 31 березня 2011 року:
|          | Загалом | Допрацездатний вік | Працездатний вік | Постпрацездатний вік |
| -------- | ------- | ------------------ | ---------------- | -------------------- |
| Чоловіки | 34      | 5                  | 23               | 6                    |
| Жінки    | 25      | 6                  | 11               | 8                    |
| Разом    | 59      | 11                 | 34               | 14                   |